# Bolivaritettix fugongensis
Bolivaritettix fugongensis är en insektsart som beskrevs av Zheng, Z. och B. Mao 2002. Bolivaritettix fugongensis ingår i släktet Bolivaritettix och familjen torngräshoppor. Inga underarter finns listade i Catalogue of Life.